# Yōkai
Yōkai (妖怪 lit. espectro, espíritu, demonio?) son una clase de criaturas pertenecientes al folclore japonés. Algunos tienen partes animales, humanas o de ambos a la vez, tales como los Kappa y Tengu.

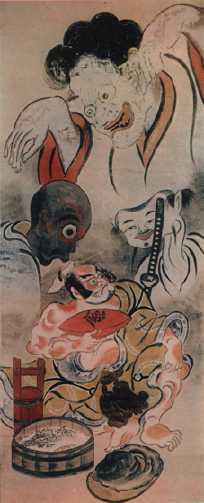
Un ukiyo-e que retrata a varios yōkai, por Aotoshi Matsui.

Los yōkai son generalmente más poderosos que los seres humanos y, debido a esto, tienden a actuar con arrogancia sobre los mortales.
También tienen valores diferentes a los de los humanos, y cuando entran en conflicto pueden conducir a la enemistad. Generalmente son invulnerables al ataque humano.
Algunos yōkai simplemente evitan a los seres humanos y el problema que ello conlleva. Generalmente habitan en áreas aisladas lejos de viviendas humanas. Otros, sin embargo, deciden vivir cerca de asentamientos humanos conviviendo en buena armonía.
Algunas historias cuentan que los yōkai se relacionan con los humanos para tener híbridos han'yō. La mayor parte de estos cuentos comienzan como historias de amor, pero a menudo acaban en tragedia, resultado de los muchos obstáculos que tienen que afrontar los yōkai y los mortales en sus relaciones.
Estas criaturas han sido simbolizados en representaciones artísticas como la pintura, el teatro, hasta inclusive en el manga y el anime.

## Historia
Se considera el Período Muromachi como uno de los más fértiles de las representaciones de los Yokai. Entre ellas la más rica y antigua es el (en japonés 百鬼夜行, Hyakki Yagyō) Desfile nocturno de los cien demonios, también Rollo ilustrado del desfile nocturno de los cien demonios (Gazu Hyakki Yakō). Se atribuyen las ilustraciones a Tosa Mitsunobo.
Otra obra importante es Hyakkai-Zukan (百怪図巻? "El volumen ilustrado de un centenar de demonios"), Es un colección de ilustraciones en pergamino que datan del periodo Edo de Japón. Su autoría se atribuye al artista Sawaki Suushi (1707, † 1772) alumno de Itcho Hanabusa, un renombrado pintor.

## Tipos
Hay una variedad amplia de yōkai en el folclore japonés. En general, el yōkai es un término amplio, y se puede utilizar para abarcar a todos los monstruos y seres sobrenaturales de manera genérica, incluyendo a veces criaturas del folclore europeo (e.g., el bugbear inglés se incluye a menudo en el folclore japonés de tal manera que algunos creen equivocadamente que es originario de dicho folclore).

### Animales Yōkai
En Japón hay un gran número de animales que según el folklore poseen magia por sí mismos. La mayoría de ellos cambian su forma y a menudo imitan a los humanos, en especial a las mujeres. Algunos de los animales conocidos como yōkai son los siguientes:
- Tanuki (perro mapache)
- Kitsune (zorro)
- Hebi (serpiente)
- Mujina (tejón)
- Bakeneko y Nekomata (gato)
- Lobo Japonés
- Inugami (perro)
- Kamaitachi (comadreja)
- Ōkami (lobo)
- Suiko (tigre de agua)
- Kappa (tortuga o reptil)
- Tengu (persona pájaro)

### Transformaciones humanas

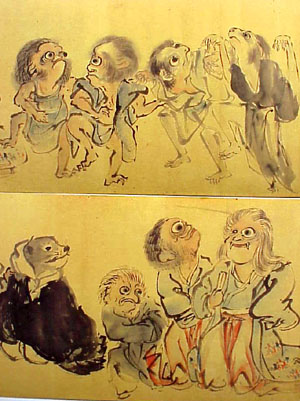
Yōkai.

Hay una serie de yōkai que eran seres humanos comunes que al sufrir una muerte horrible y negarse a dejar el mundo físico se transformaron en algo terrorífico y grotesco, usualmente por estados emocionales extremos como por ejemplo los celos y la ira. Un ejemplo de esto aparece en la película The Grudge.
Entre este tipo de yōkai destacan:
- Rokurokubi: humanos capaces de alargar sus cuellos durante la noche;
- Tenome: hombre ciego cuyos ojos están localizados en las palmas de sus manos;
- ohaguro-bettari: que es una figura generalmente femenina que al mostrar su rostro presenta nada más que una boca ennegrecida;
- Ubume: una mujer que murió en el parto;
- Futakuchi-onna: una mujer con una boca extra sobre su cabeza;
- Kuchisake-onna: una mujer vanidosa al cual su marido le cortó la boca y la mató;
- Dorotabō: el cadáver viviente de un granjero que frecuenta su tierra abusada;
- Hone-Onna (mujer esqueleto): una geisha que intentó escapar de un burdel y fue asesinada;
- Teke Teke: una mujer o chica que cayó a las vías de tren y fue partida a la mitad;
- Hanako-san: una niña que murió en el baño de su escuela.

### Oni
Uno de los aspectos mejor conocidos del folclore japonés es el oni, que es una clase de ogro de la montaña, representado generalmente con la piel roja, azul, marrón o negra, dos cuernos en su cabeza, una boca ancha llena de colmillos, y no usa ropa, solo su piel de tigre. Lleva a menudo una maza de hierro llamada kanabō o una espada gigante. Los oni se representa sobre todo como malvados pero puede, de vez en cuando, ser la encarnación de una fuerza natural ambivalente. Al igual que los obake, se asocian a la región noreste.

### Tsukumogami
Tsukumogami es una clase entera de yōkai y obake, que comprenden a los artículos ordinarios de una casa que han venido a la vida en su cumpleaños número cien. Esta clasificación virtualmente ilimitada incluye a:
- Bake-zōri (sandalias de la paja);
- Karakasa (viejos paraguas);
- Kameosa (viejos tarros de sake);
- Morinji-ningu'n-kama (las teteras).
- Mokumokuren (Un shoji con muchos ojos).
- Nurikabe (Muro)

### Misceláneos
Hay un número incontable de ellos, y algunos son demasiados extraños como para encajar en alguna categoría. Estos son generalmente la transformación de una cierta clase de perversión o de criaturas halladas en la vida común, o son enteramente nuevos tipos de duende. Algunos ejemplos son:
- Abura-sumashi: un goblin o duende viejo, con aire satisfecho con cara de patata, que bebe aceite.
- Ami-kiri: criatura que existe con el único propósito de cortar la red de los pescadores.
- Ushi-oni: demonio vaca que se representa a veces con el cuerpo de una araña gigante.
- Ningyo: es una persona-pez, pero no una sirena, porque tiene medio cuerpo superior de pez.
- Gashadokuro: figura de esqueleto gigante.
- Yuki-Onna: Mujer fantasma en las nieves.